# Алі Барід-шах I
Алі Барід-шах I (д/н — 1580) — султан Бідару у 1542—1580 роках.

## Життєпис
Син Аміра Барід-шаха I. 1540 року оголошений спадкоємцем трону, 1542 року після смерті батька отримав владу. 1543 року уклав союз з біджапурським султаном Ібрагімом Аділ-шахом I, спрямований проти Віджаянагарської імперії, Ахмедгарського і Голкондського султанатів.
У 1548 році біджапурське військо зайняло Бідар. Алі Барід-шах I поступився частиною володінь султану Ібрагіму Аділ-шаху I та визнав його зверхність. 1551 року зумів скинути залежність. 1557 року уклав союз з Віджаянагарською імперією та Біджапурським султанатом проти Ахмеднагарського і Голкондського султанатів. У 1558 році брав участь у плюндруванні союзників земель Ахмеднагарського султанату. також до початку 1560-х років бідарський султан разом з Біджапуром і Віджаянагаром воював проти голкондського султана Ібрагіма Кулі Кутб-шаха, але незважаючи на постійні рейди на ворожу територію, не зміг розширити володіння.
1565 року приєднався до коаліції інших деканських султанатів, спрямованої проти Віджаянагарської імперії. Того ж року ключову роль у матеріально-технічному забезпеченні в битві при Талікоті, де було завдано нищівної поразки Рамараї Аравіду, фактичному володареві Віджаянагару.
1566 року на Бідар напав ахмеднагарський султан Муртаза Нізам-шах I, який мав намір надати його як джагір для командувача Сахіб-хана. Останньому допоміг військами Голкондський султанат. Алі Барід-шах I звернувся за допомогою до біджапурського султана Алі Аділ-шаха I, який відправив 1 тис. вершників, що допомогло стримати ворогів. Повстання в Ахмеднагарському султанаті змусило Муртазу відступити.
В подальшому загалом дотримувався мирних відносин з сусідами. Алі Барід помер у 1580 році. Йому спадкував син Ібрагім Барід-шах.

## Культурна діяльність
Він вважався літератором і запрошував до своєї столиці вчених і майстрів з усього Індостану.
За його правління у Бідарі було зведено кілька чудових архітектурних споруд, а також перебудовано палац Рангін Махал («Кольоровий палац») посеред Бідарської фортеці. 1576 року була збудована гробниця Алі Барід-шаха I, що збереглась дотепер і частина якої, повернута до Мекки, була залишена відкритою. На південний захід від гробниці султана розміщена масивна могильна плита, під якою були поховані 67 наложниць, яких султану надсилали як данину його васали.